# 海湾轻轨
海湾轻轨（英語：Link Light Rail），是在美国华盛顿州大西雅图都會區由海湾公共交通局（Sound Transit）运营的一个轻轨系统。该系统目前有三条线路，共43个车站 ，年客运量达2410万。

海湾轻轨线路图

## 线路

### 1号线

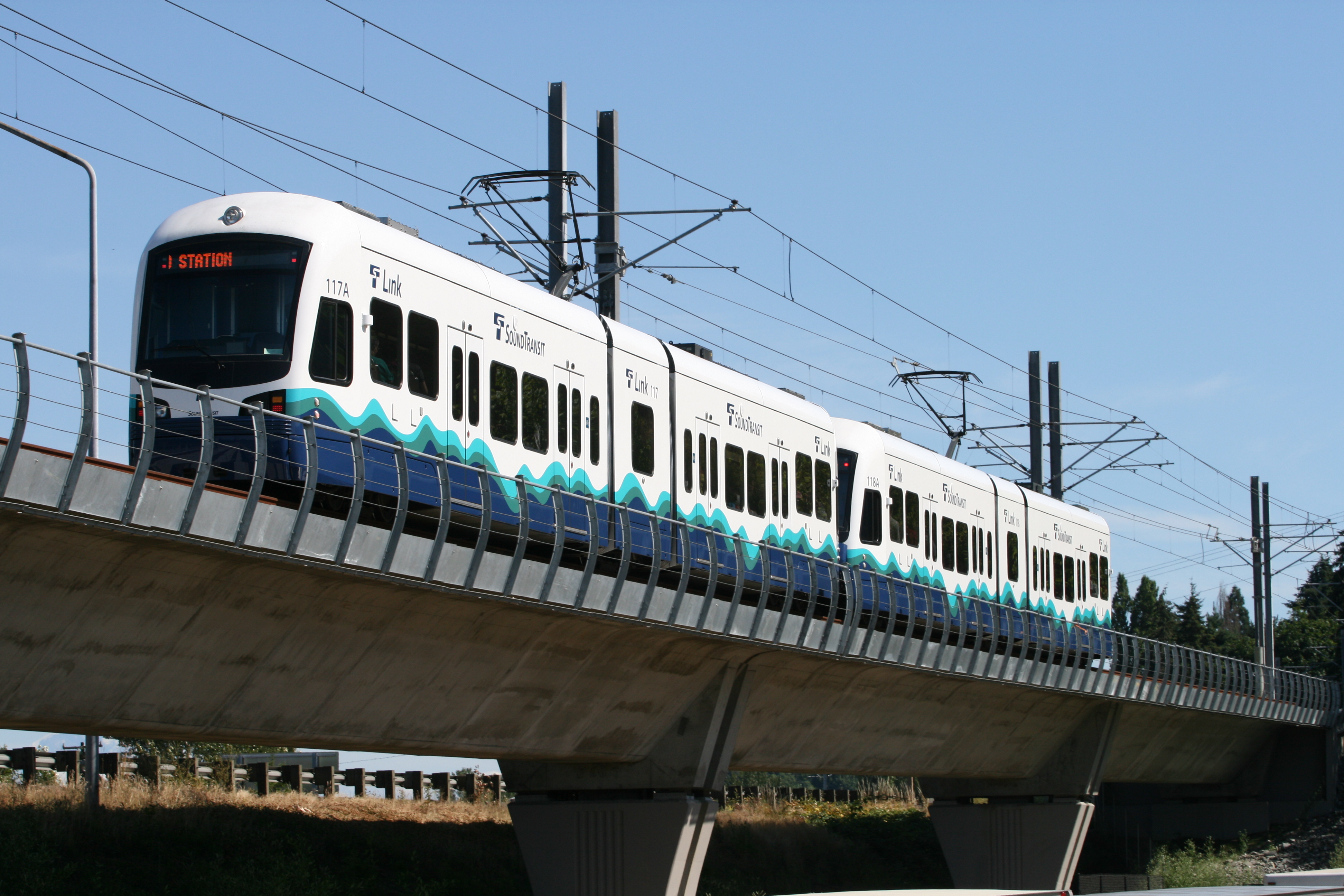
塔克维拉附近行驶的1号线列车

1号线是一条连接西雅图市中心、西雅图机场和华盛顿大学等热点地区的轻轨线，使用两到四节编组的轻轨列车，每节可搭乘194名乘客。乘坐轻轨可避开拥堵的I-5高速公路，往返华盛顿大学和西雅图市中心仅需7-10分钟，往返西雅图市中心和西雅图-塔科马国际机场耗时约35分钟。线路包含隧道、高架和地面段。该线每年载客2300万，平均工作日客流72,000，是西雅图地区最繁忙的轨道交通。
长度为13.9英里（22.37）的首段线路于2009年7月18日开通运营，由西雅图市中心公交隧道（2019年前与巴士共享的设施）连接到塔克维拉国际大道站，此后线路延长了三次。截至2022年，全线长度为24.65英里（39.67）。

### 2号线

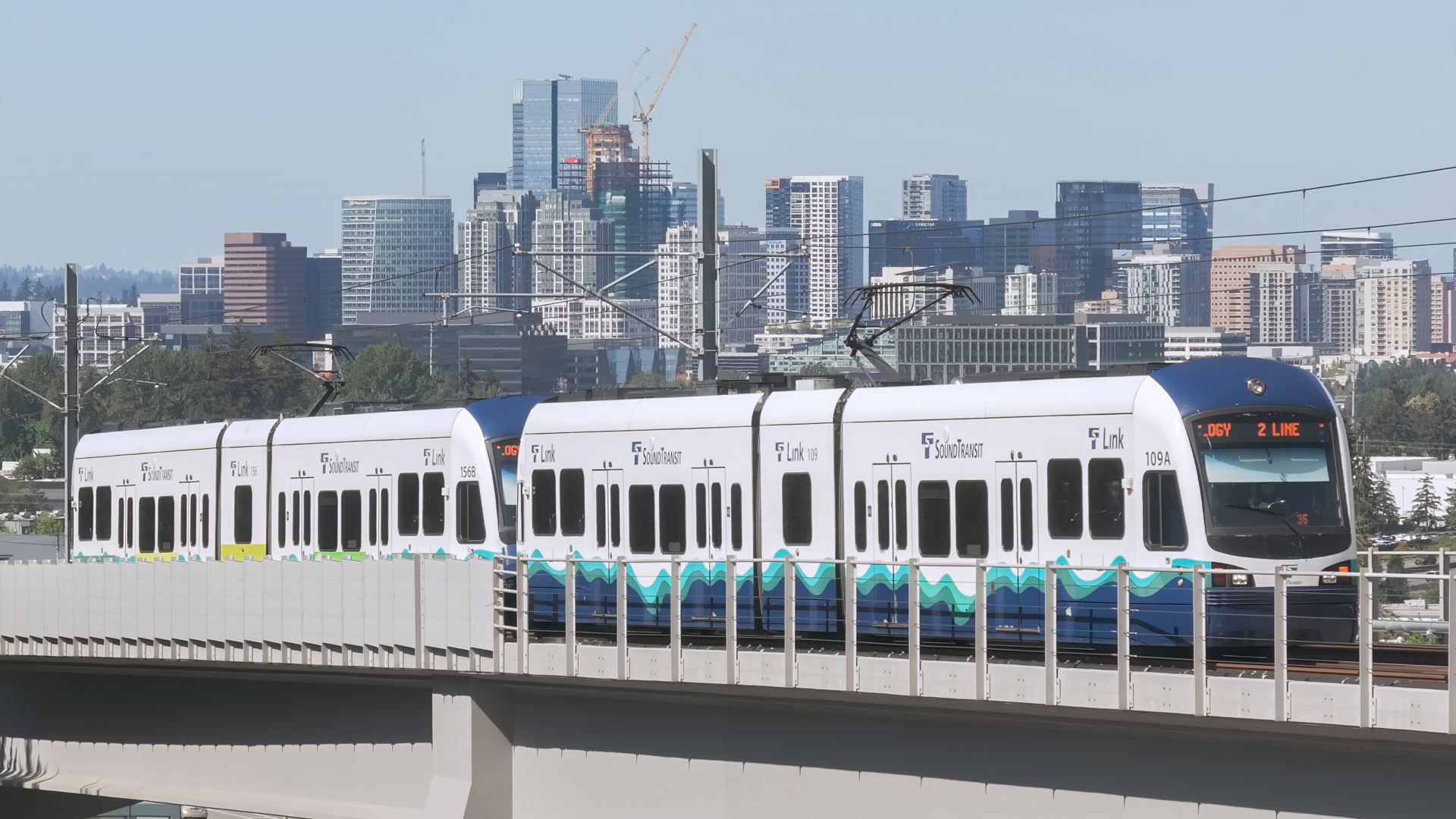
贝尔维尤的520号华盛顿州州道上行驶的2号线列车

2号线是一条服务员西雅图东区，连接贝尔维尤和雷德蒙德的轻轨线路。该线路拥有6.6英里（10.62）长的轨道和8个车站，终点站为南贝尔维尤站和雷德蒙德科技站。该线路也被称为海湾轻轨东延线（英語：East Link Extension），由海湾交通第二规划草案投票通过并提供资金，于2016年开始建设，耗资37亿美元。东区的首段已于2024年4月27日开通，西雅图到贝尔维尤段和雷德蒙德市中心路段的建设工作仍在继续。线路剩余部分预计将于2025年开通，届时将增设在西雅图、默瑟岛和雷德蒙德的车站。

### T线

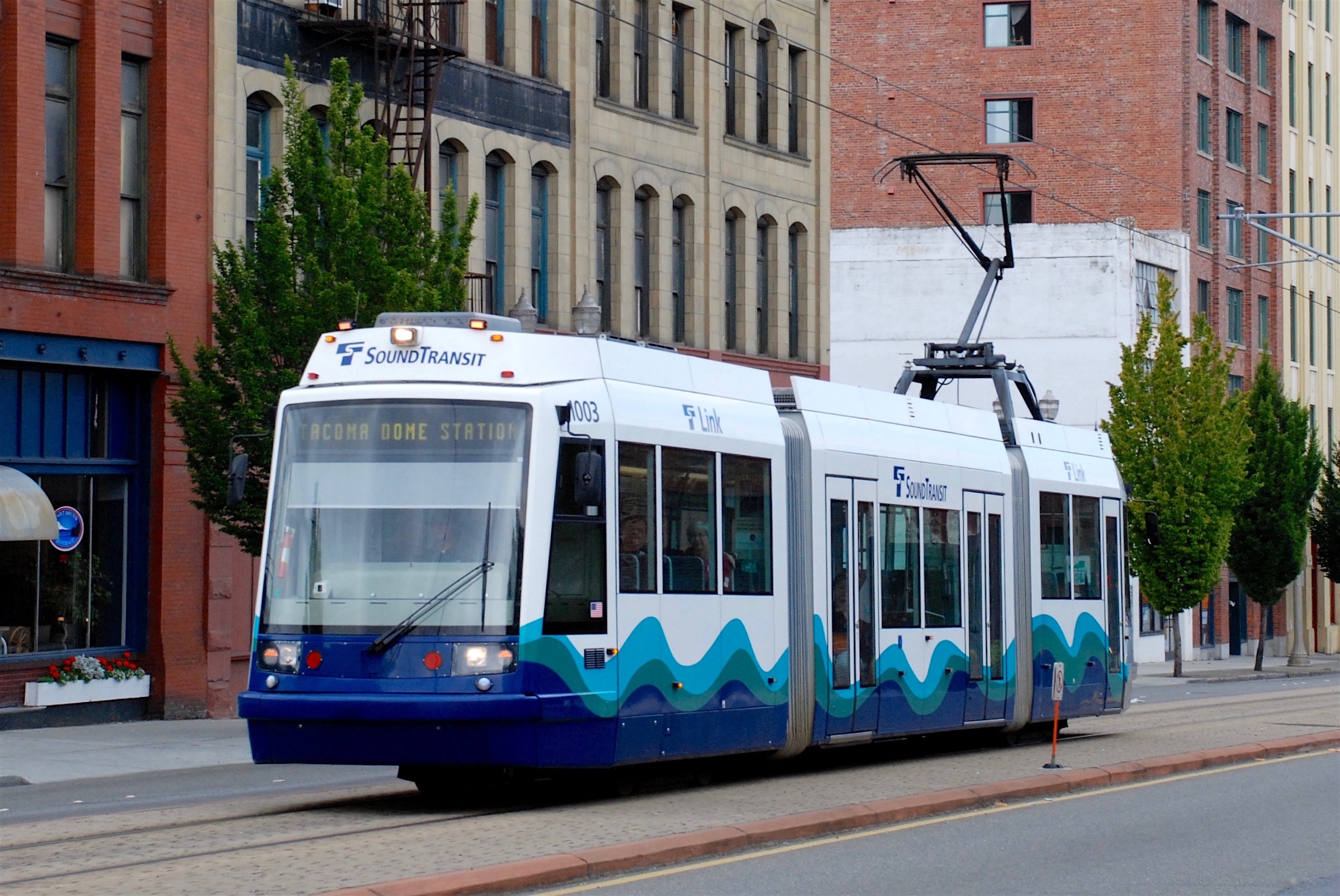
塔科马市区行驶的T线列车

T线是一条贯穿塔科马市区及周边社区的有轨电车线路，该线路连接塔科马圆顶车站（本地和特快巴士以及通勤火车的区域枢纽）与塔科马市区，在塔科马会议中心，剧院区，华盛顿大学塔科马校区和几间博物馆设站。目前全长1.6英里（2.57）的线路于2003年完工。

## 未来发展
海湾公共交通局于2008年进行的选票程序名为海湾公共交通第二规划草案，批准了多个轻轨项目，包括分别在2024年和2028年之前将Link向北延伸至林伍德和埃弗里特 (华盛顿州)，以此联通服务"大西雅图"地区的两大主要机场西雅图-塔科马国际机场和佩恩机场.方便旅客在两个机场之间转场。另外,在东部方向预计在2023年和2024年向东延伸至贝尔维尤和湖滨区。配套中的其他改进包括海湾通勤铁路的改进和T线的扩建。
海湾公共交通第三规划草案于2016年通过，为海湾轻轨的新扩建提供了资金，该扩建将在2024年至2032年之间开放。第二规划草案的几个延期或截断项目，包括费德勒尔韦和雷德蒙德市区的延长线，均得到了该计划的资助和加速。